# Röntgenavdelning
En röntgenavdelning är avdelning på ett sjukhus där man utför olika radiologiska undersökningar, såsom magnetkameraundersökning, vanlig röntgenundersökning, datortomografi samt ultraljudsundersökning. De flesta sjukhus har en egen röntgenavdelning.